# Weinsberg
Weinsberg település Németországban, azon belül Baden-Württembergben. Lakosainak száma 13 468 fő (2023. december 31.).

## Népesség
A település népessége az elmúlt években az alábbi módon változott:
| Lakosok száma | 8527 | 8398 | 8451 | 8836 | 8899 | 11 096 | 11 559 | 11 668 | 11 383 | 13 468 |
|               | 1961 | 1967 | 1974 | 1980 | 1987 | 1993   | 2000   | 2006   | 2013   | 2023   |